# Michel Folco
Pour les articles homonymes, voir Folco.
 (octobre 2021).
Michel Folco, est un écrivain français né à Albi le 29 septembre 1943.
Il a travaillé comme photographe pour les agences Black Star, Gamma et Sipa avant de se consacrer à la littérature. Il reçut le prix Jean D'heurs en 1995.
Dans les années 80, il collectionnait les photos abandonnées près des photomatons. Il finit par remarquer qu'un visage revenait régulièrement à tous ces photomatons. Qui était donc cet inconnu ?
Cette histoire inspirera le réalisateur Jean-Pierre Jeunet pour son film Le Fabuleux Destin d'Amélie Poulain (2001).
Son premier livre, Dieu et nous seuls pouvons, qui raconte l'histoire de la dynastie Pibrac, exécuteurs des hautes et basses œuvres, a été adapté (pour sa première partie) par Christian Fechner dans son film Justinien Trouvé ou le Bâtard de Dieu.
Dans les trois suivants, on retrouve la même partie du Rouergue, pour y raconter l'histoire des épateurs de Racleterre, les quintuplés nés de l'union de Clovis Tricotin et de sa femme. L'histoire se fonde surtout sur les aventures de Charlemagne, le dernier "sorti", mais également sur la grande faculté des quintuplés (Clodomir, Pépin, Clotilde et Dagobert en plus de Charlemagne) à communiquer (en "Lenou") et à se serrer les coudes.

## Œuvres
- Dieu et nous seuls pouvons (1991)
- Un loup est un loup (1995)
- En avant comme avant ! (2001)
- Même le mal se fait bien (2008)
- La Jeunesse mélancolique et très désabusée d'Adolf Hitler (2010)